# Naas (Ierland)
Naas (Iers An Nás (na Ríogh), kan betekenen: Herdenking van de koning) is de hoofdstad van het Ierse graafschap Kildare. De plaats telt 20.044 inwoners.